# The Stars (Are Out Tonight)
Singles de David Bowie
Where Are We Now?
(2013) The Next Day
(2013)
Pistes de The Next Day
Dirty Boys
(2) Love Is Lost
(4)
The Stars (Are Out Tonight) est une chanson de David Bowie sortie en février 2013. C'est le deuxième extrait de son vingt-quatrième album studio The Next Day. Le thème dominant de son texte est l'opposition célébrité / anonymat, ou plus précisément la fascination qu'éprouvent les uns pour les autres les gens « normaux » et des stars.
Son clip, réalisé par Floria Sigismondi, est publié le 25 février. Bowie y apparaît aux côtés de Tilda Swinton, Andreja Pejić, Saskia de Brauw et  Iselin Steiro (en). La chanson est disponible sur iTunes le lendemain.

## Description
Voici, à nouveau, une des innombrables chansons de Bowie dont le titre contient le mot star. Son thème principal est la vanité et la superficialité de la célébrité, ou tout au moins son opposition à une vie rangée, dans un anonymat un peu terne : une très vieille préoccupation du chanteur, qui l'abordait dès 1966 dans The Maid of Bond Street, et l'a développée à plusieurs reprises, notamment dans Fame.
Pour autant, une lecture au premier degré peut la faire interpréter comme la description de deux amants contemplant les étoiles dans le ciel nocturne.
Selon Matthieu Thibault, les arpèges à la guitare, les instruments à vent et les arrangements de cordes compensent une rythmique banale et un chant moins inspiré que d'habitude. Le saxophone baryton et la clarinette contrebasse de Steve Elson apparaissent vers la fin du morceau,. 

## Enregistrement
Les instruments ont été enregistrés le 9 mai 2011 et la voix de Bowie le 26 octobre suivant. 

## Musiciens
- David Bowie : chant, guitare acoustique, production, arrangement des cordes
- Tony Visconti : ingénieur, mixage, production, arrangement des cordes
- David Torn : guitare
- Gerry Leonard (en) : guitare
- Gail Ann Dorsey : basse, chœurs
- Janice Pendarvis : chœurs
- Zachary Alford : batterie
- Steve Elson : saxophone baryton, clarinette contrebasse
- Maxim Moston, Antoine Silverman, Hiroko Taguchi, Anja Wood : cordes

## Clip vidéo

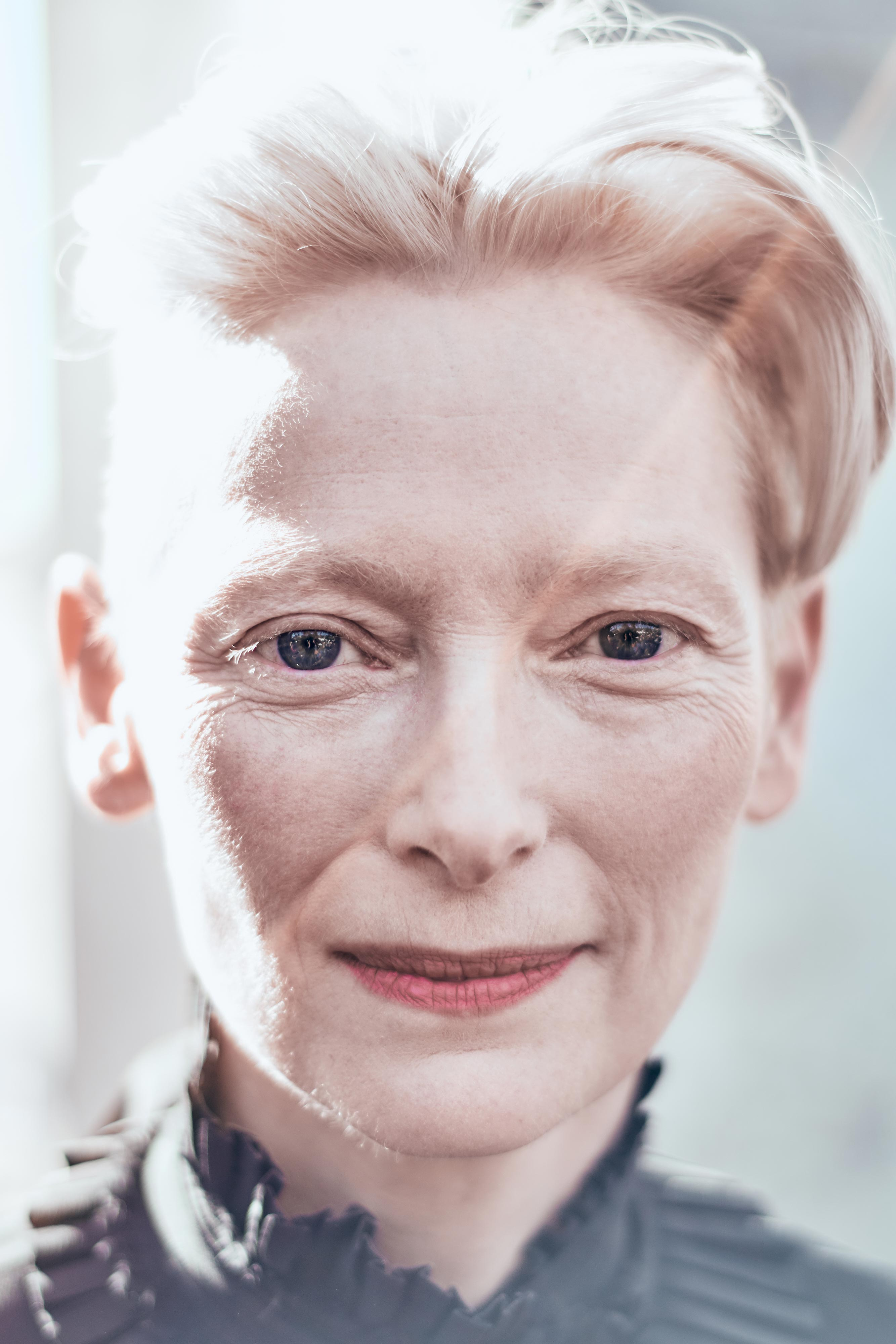
Tilda Swinton (en 2019).

Le clip vidéo est publié le 25 février 2013, veille de la parution de la chanson sur iTunes. 
Il est réalisé par Floria Sigismondi, dans un format qui évoque un film d'horreur en miniature. La réalisatrice et les deux acteurs principaux, Bowie et la britannique Tilda Swinton, sont crédités dans un mini-générique. Le film s'ouvre sur ce couple tranquille, dans une maison banale. Tilda Swinton observe ses voisins par la fenêtre, un groupe de rock au look inspiré par la période Aladdin Sane, emmené par une chanteuse dont le physique ressemble à celui de Bowie jeune, qu'interprète le mannequin norvégien Iselin Steiro (en). La scène suivante montre le couple dans un supermarché, espionné par deux jeunes personnages inquiétants — joués par les mannequins Andreja Pejić et Saskia de Brauw. Ceux-ci, aux mouvements corporels grotesquement accélérés, figurent les célébrités. 
The Stars (Are Out Tonight) commence alors, tandis que le couple « normal » rentre à pied chez lui, Bowie tirant son chariot de provision, suivi par les célébrités dans une limousine. La nuit, alors que le bruit du groupe de rock dérange Bowie et Tilda Swinton, les stars prennent des allures de vampire et attaquent le couple dans son lit, l'une s'en prenant à Bowie comme un succube, l'autre se lovant sous Tilda. Progressivement, celle-ci est gagnée par les attitudes des stars, et se joint à elles pour attaquer un Bowie terrifié. Les dernières images montrent une situation inversée : les stars ont fait leur la normalité du vieux couple, celui-ci est envahi par la nervosité saccadée des célébrités.
Par au moins quatre allusions le clip renvoie au film The Man Who Fell to Earth (1976) : son personnage Thomas Jerome Newton figure en couverture du magazine que feuillète Bowie dans l'épicerie ; Tilda Swinton porte chez elle une sorte visière transparente de Candy Clark dans le film ; le manteau à capuche de Bowie ressemble à celui de son personnage d'alors ; la limousine Lincoln Continental de 1974 qui transporte les stars est aussi dans le film de Roeg. L'attaque de Bowie et Tilda Swinton par les stars-vampires fait clairement référence à un autre long métrage où le chanteur a tenu un rôle majeur, Les Prédateurs de Tony Scott (1983).
Avec plusieurs personnages dont le physique évoque le sien (explicitement Iselin Steiro, mais aussi par son androgynie la mannequin transgenre Andreja Pejić, voire Tilda Swinton) on retrouve le thème de la multiplicité des selfs, fréquent chez Bowie. Celui de la connivence avec le double plus jeune apparait dans les scènes où ne s'intercale qu'une porte entre Bowie et Iselin Steiro. Enfin le thème dominant est la mise en regard de deux choix de vie : le confort émotionnel de l'anonymat ou la frénésie de la « staritude ». Ces deux derniers thèmes sont présents également dans le morceau suivant de l'album, Love Is Lost.

## Format vinyle
Single 45 tours ISO Records/Columbia/Sony 88883705557
| 1. | The Stars (Are Out Tonight) | 3:55 |

| 1. | Where Are We Now? | 4:08 |

   Single 45 tours ISO Records/Columbia/Sony 88883704917
| 1. | The Stars (Are Out Tonight) | 3:55 |

| 1. | Where Are We Now? | 4:08 |